# Maxine Cunliffe
Maxine Cunliffe (* in London) ist eine britisch-neuseeländische Schauspielerin.

## Leben
Cunliffe wurde in London geboren und ist sierra-leonischer und karibischer Abstammung. Sie studierte Solo- und Ensemble Music Performance am Trinity College of Music in London. Sie wählte das Cello als Instrument. Später studierte sie an der University of Brighton und erlangte ihren Master of Arts-Abschluss in Französisch. Seit den frühen 2000er Jahren ist sie in Neuseeland wohnhaft.
2013 spielte Cunliffe in einer Episode der Fernsehserie Power Rangers Megaforce mit. Es folgten Kurzfilmproduktionen mit Divinity und Reset. Ende 2020 wurde bekannt, dass sie im Amazon Original Der Herr der Ringe: Die Ringe der Macht eine Rolle übernehmen wird. 2022 spielte sie schließlich in sechs Episoden der ersten Staffel von Der Herr der Ringe: Die Ringe der Macht die Rolle der Hobbit-Frau Vilma. 2021 war sie in einer Episode der Fernsehserie My Life Is Murder zu sehen. Im selben Jahr spielte sie mit der Rolle der Cellist eine der Hauptrollen im Kurzfilm The Man Downstairs. Dieser wurde unter anderen am 5. November 2021 auf dem New Zealand International Film Festival gezeigt.
Als Theaterdarstellerin wirkte sie unter anderen zwischen 2014 und 2015 am Dolphin Theatre mit.

## Filmografie (Auswahl)
- 2013: Power Rangers Megaforce (Fernsehserie, Episode 1x18)
- 2015: Divinity (Kurzfilm)
- 2016: Reset (Fernsehfilm)
- 2021: My Life Is Murder (Fernsehserie, Episode 2x06)
- 2021: The Man Downstairs (Kurzfilm)
- 2022: Der Herr der Ringe: Die Ringe der Macht (The Lord of the Rings: The Rings of Power, Fernsehserie, 6 Episoden)
- 2023: Black Cake (Fernsehserie, Episode 1x08)

## Theater (Auswahl)
- 2012: First Fireworks, Regie: Elena Stejko, Actors’ Studio
- 2012: Norma Strong, Regie: Jacinta Scadden, Basement Theatre
- 2014: Fox on the Fairway, Regie: Carl Drake, Dolphin Theatre
- 2015: Midsummer Night’s Dream, Regie: Michael Hurst, AUSA Outdoor Summer Shakespeare Trust
- 2015: A Piece of My Heart, Regie: Barry Spring, Dolphin Theatre
- 2016: Henry V, Regie: Grae Burton, Pop Up Globe
- 2017: As You Like It, Regie: Benjamin Henson, AUSA Outdoor Summer Shakespeare
- 2017: Wahine To, Regie: Boni Te RongopaiTukiwaho, Garnet Station